# くふうとかんさつ
『くふうとかんさつ』は、1956年4月18日から1958年3月3日までNHKテレビ（現・NHK総合テレビ）で放送されていた小学校中学年向けの学校放送（教科：理科）である。

## 放送時間
いずれも日本標準時。
| 期間                           | 放送時間                                                                    |
| ------------------------------ | --------------------------------------------------------------------------- |
| 1956年4月18日 - 1956年11月28日 | 水曜日 11:30 - 11:50 『動物の国』および『私たちのくらし』と一週交替で放送。 |
| 1957年1月18日 - 1957年7月12日  | 金曜日 11:30 - 11:50 『私たちのくらし』と一週交替で放送。                   |
| 1957年9月9日 - 1958年3月3日    | 月曜日 11:30 - 11:50 『テレビ図書館』と一週交替で放送。                     |